# Strzegom
Strzegom (německy Striegau, starší český název Střihom) je město v Polsku v Dolnoslezském vojvodství v okrese Svídnice. Město je vzdáleno 22 km od Valbřichu a 50 km od Vratislavi. Protéká tudy řeka Strzegomka. Město a jeho okolí je významným centrem těžby žuly. V roce 2023 zde žilo 15 086 obyvatel.

## Poloha
Strzegom leží v polské části Krkonošsko-jesenického podhůří. Město obklopují nevysoké Wzgórza Strzegomskie. Nad městem se tyčí Góra Krzyżowa (též Kromoła), s 354 m n. m. nejvyšší bod tohoto pohoří.

## Doprava
Městem prochází v současné době jediná funkční železniční trať. V roce 2008 byl dopravcem Koleje Dolnośląskie obnoven provoz mezi městy Lehnice a Kladsko. Vlaky zastavují ve stanici Strzegom na okraji města. Další dvě stanice (Strzegom Miasto a Strzegom Międzyrzecze) jsou v současné době bez provozu. Strzegom leží na státní silnici č. 5.

## Kamenictví
Strzegom je proslulým střediskem těžby a zpracování žuly a čediče. Ve městě jsou desítky kamenických firem. Ze strzegomské žuly je vybudován například Pomník obráncům Westerplatte a další významné objekty v Polsku i v dalších evropských zemích.

## Gmina
Město je sídlem stejnojmenné městsko-vesnické gminy, která má rozlohu 144,71 km² a žije zde přibližně 27 tisíc obyvatel. Tvoří ji tato sídla: Bartoszówek, Goczałków, Goczałków Górny, Godzieszówek, Granica, Graniczna, Grochotów, Jaroszów, Kostrza, Międzyrzecze, Modlęcin, Morawa, Olszany, Rogoźnica, Rusko, Skarżyce, Stanowice, Stawiska, Tomkowice, Wieśnica, Żelazów a Żółkiewka.

## Osobnosti
- Otmar Daniel Zinke (1664–1738) – český benediktýn
- Johann Christian Günther (1695–1723) – německý spisovatel